# Canterburysägner
Canterburysägner (The Canterbury Tales) är en samling berättelser på vers av Geoffrey Chaucer, tillkomna 1378–1400. På en resa i Italien kom Chaucer i kontakt med Dantes och Boccaccios verk, översatte Decamerone och bestämde sig för att skriva något liknande. Resultatet blev hans berömda Canterburysägner, som består av 24 berättelser på vers. 

## Handling
Författaren presenterar ett sällskap på ett trettiotal pilgrimer som samlats på värdshuset Häroldskåpan (The Tabard Inn) i Southwark i London för att göra en pilgrimsfärd till katedralen i Canterbury, där den helige Thomas Beckets kvarlevor vilar. Sällskapet består av folk ur olika stånd, i skilda åldrar och med olika uppfattningar om det mesta. För att fördriva tiden under resan kommer de överens om att var och en skall berätta fyra historier, två på resan dit och två på hemvägen. Berättelserna är roliga, frispråkiga och ger realistiska glimtar från det medeltida England. Chaucer växlar stil och språk så att berättarnas karaktärer speglas i de historier de återger; till exempel berättar riddaren en hövisk roman, abbedissan en helgonlegend och den försupne mjölnaren berättar en fabliå.

### Sägner
Några av de sägner som ingår är:
- Mjölnarens berättelse.[3] Berättelsen handlar om en snickare, hans vackra hustru Alison och två yngre män som båda vill ha samlag med henne.
- Fogdens berättelse[3]
- Frun från Bath[4]
- Riddarens berättelse
- Munkens berättelse

## Eftermäle
Canterburysägner anses som en milstolpe i den engelskspråkiga litteraturen. I och med den överges den tidigare förhärskande allittererade versen och övergår till rimmad vers. Vissa anser därför att Canterburysägner är det första verket på medelengelska.

## Översättning
Canterburysägner är översatt till svenska av Harald Jernström.

## Återgivning i andra media i urval
- A Canterbury Tale – engelsk spelfilm från 1944 av Michael Powell och Emeric Pressburger [7]
- Canterbury Tales – italiensk spelfilm från 1971 av Pier Paolo Pasolini [8]